# Ана Ђокић
Ана Ђокић (Аранђеловац, 9. фебруар 1979) је бивша српско-црногорска рукометашица која је играла на позицији пивота. Прихватила је позив Рукометног савеза Црне Горе да наступа за репрезентацију Црне Горе 2011. са којом је освојила сребрно на Олимпијским играма 2012. и златну медаљу на Европском првенству исте године.